# Байрон Морехон Альмейда
Байрон Морехон Альмейда (Byron Morejon Almeida) (1943) — еквадорський дипломат. Надзвичайний і Повноважний Посол Еквадору в Україні.

## Біографія
Народився у 1943 році. Закінчив Еквадорський католицький університет, Мадридську школу, Інститут міжнародного права при Еквадорському центральному університеті. Фахівець в юриспруденції, міжнародному праві, журналістиці.
До призначення на посаду посла в Україні обіймав посаду заступника держсекретаря МЗС Еквадору з питань двосторонніх стосунків, був замміністра закордонних справ Еквадору, послом в Нідерландах. 
Надзвичайний і Повноважний Посол Еквадору в Австрії. Надзвичайний і Повноважний Посол Еквадору в Словаччині і Словенії за сумісництвом. З 2004 року Надзвичайний і Повноважний Посол Еквадору в Україні за сумісництвом.

## Нагороди та відзнаки
- Має державні нагороди Еквадору, Колумбії, Чилі, Аргентини, Угорщини, Італії, Швеції, Болівії, Домініканської республіки, Нідерландів.

## Захоплення
- Захоплюється живописом, член Асоціації незалежних художників.